# Ida Jacobsen
Ida Gørtz Jacobsen (* 1. März 1995 in Kopenhagen) ist eine dänische Ruderin. Im Jahr 2019 gewann sie im Vierer ohne Steuerfrau bei den Ruder-Weltmeisterschaften die Bronzemedaille.

## Karriere
Im Jahr 2012 nahm Ida Jacobsen im Doppelzweier an den Ruder-Juniorenweltmeisterschaften an, welche in Plowdiw gleichzeitig mit den Ruder-Weltmeisterschaften 2012 ausgetragen wurden. Sie und Iben Ostergaard verpassten die Qualifikation für das A-Finale und belegten im B-Finale den fünften Platz, sodass sie den Wettbewerb auf den elften Platz beendeten. Ein Jahr später nahm sie im litauischen Trakai an den Junioren-Weltmeisterschaften 2013 teil und bildete dort den Doppelzweier gemeinsam mit Mathilde Persson. Sie erreichten zusammen das A-Finale und gewannen hinter den Booten aus Rumänien und Australien die Bronzemedaille.
2014 nahm sie im Leichtgewichts-Doppelzweier an den Ruder-U23-Weltmeisterschaften in Varese teil. Zusammen mit Iben Ostergaard reichte es nur für das C-Finale, welches sie aber für sich entscheiden konnte, und somit den Wettbewerb auf den 13. Platz beendeten. Drei Jahre später nahm sie erneut an U23-Weltmeisterschaften teil. In Plowdiw war sie sowohl Teil des Vierers ohne Steuerfrau als auch des Achters. Neben ihr gehörten zur Besatzung des Vierers ohne Steuerfrau Trine Dahl Pedersen, Julie Poulsen und Astrid Steensberg. Zusammen erreichten sie das A-Finale und verpassten dort mit den vierten Platz knapp eine Medaille. Im Achter verpasste Ida Jacobsen auch eine mögliche Medaille. Im A-Finale belegte der dänische Frauenachter den fünften Platz.
In Luzern gab sie 2018 beim dritten Wettbewerb des Ruder-Weltcups ihr Debüt in dieser Rennserie. Dabei gehörte sie neben Anne Larsen, Frida Sanggaard Nielsen und Hedvig Lærke Rasmussen zur Besatzung des dänischen Vierers ohne Steuerfrau. Sie konnten sich für das A-Finale des Wettbewerbs qualifizieren und belegten dort hinter dem Boot aus Australien und vor dem Boot aus den USA den zweiten Platz. In der Folge nahmen sie in dieser Konstellation auch an den Ruder-Weltmeisterschaften 2018 in Plowdiw teil. Sie konnten sich für das A-Finale qualifizieren und verpassten dort mit den vierten Platz knapp eine Medaille.
Im Jahr 2019 bildete Ida Jacobsen gemeinsam mit Frida Sanggaard Nielsen, Hedvig Lærke Rasmussen und Christina Johansen den Vierer ohne Steuerfrau und gemeinsam gingen sie bei zwei Rennen des Ruder-Weltcups und bei den Ruder-Weltmeisterschaften an den Start. Beim Weltcup-Rennen in Posen konnten sie sich im A-Finale den Sieg vor dem chinesischen und dem australischen Boot sichern. Beim Weltcup-Wettbewerb in Rotterdam mussten sie sich mit mehr als zwei Sekunden Rückstand den Boot aus Australien geschlagen geben und belegten den zweiten Platz. Bei den Ruder-Weltmeisterschaften 2019 in Linz erreichten sie auch das A-Finale und gewannen dort hinter den Booten aus Australien und aus den Niederlanden die Bronzemedaille. 2020 belegte Jacobsen mit dem dänischen Vierer den vierten Platz bei den Europameisterschaften. Bei den Olympischen Spielen in Tokio belegten Trine Dahl Pedersen, Christina Johansen, Frida Sanggaard Nielsen und Ida Jacobsen den achten Platz.